# Вайльмюнстер
Вайльмюнстер (нім. Weilmünster) — громада в Німеччині, знаходиться в землі Гессен. Підпорядковується адміністративному округу Гіссен. Входить до складу району Лімбург-Вайльбург.
Площа — 77,42 км2. Населення становить 8704 ос. (станом на 31 грудня 2020).